# Enrico Kühn
Enrico Kühn   (Bad Langensalza, 10 de març de 1977) és un pilot de bob alemany, ja retirat, que va competir durant les dècades de 1990 i 2000.
El 2002 va prendre part als Jocs Olímpics d'Hivern de Salt Lake City, on guanyà la medalla d'or en la prova de bobs a quatre del programa de bobsleigh. Formà equip amb André Lange, Kevin Kuske i Carsten Embach. Quatre anys més tard, als Jocs de Torí, fou cinquè en la mateixa prova.
En el seu palmarès també destaca una medalla de plata al Campionat del món de bob de 2004 i una d'or, una de plata i una de bronze al Campionat d'Europa de bob de 2002, 2003 i 2004.